# 512-bit
512 bit, in informatica, indica che in una data architettura il formato standard di una variabile semplice (intero, puntatore, handle ecc.) è di 512 bit di lunghezza. Generalmente questo riflette la dimensione dei registri interni della CPU usata per quell'architettura.
Il termine "512 bit" può essere usato per descrivere la dimensione di:
- Una unità di dati
- I registri interni di una CPU o della ALU che deve funzionare usando quei registri
- Indirizzi di memoria
- Dati trasferiti per ogni lettura o scrittura alla memoria centrale.

Attualmente non esistono processori per uso generico progettati per operare su interi o indirizzi a 512 bit, anche se alcuni processori operano su dati a 512 bit. A partire dal 2013, il processore Intel Xeon Phi dispone di un'unità di elaborazione vettoriale con registri vettoriali a 512 bit, ciascuno con sedici elementi a 32 bit o otto elementi a 64 bit, una singola istruzione può operare su tutti questi valori in parallelo. Tuttavia, l'unità di elaborazione vettoriale Xeon Phi non funziona su singoli numeri che hanno lunghezza di 512 bit.

## Usi

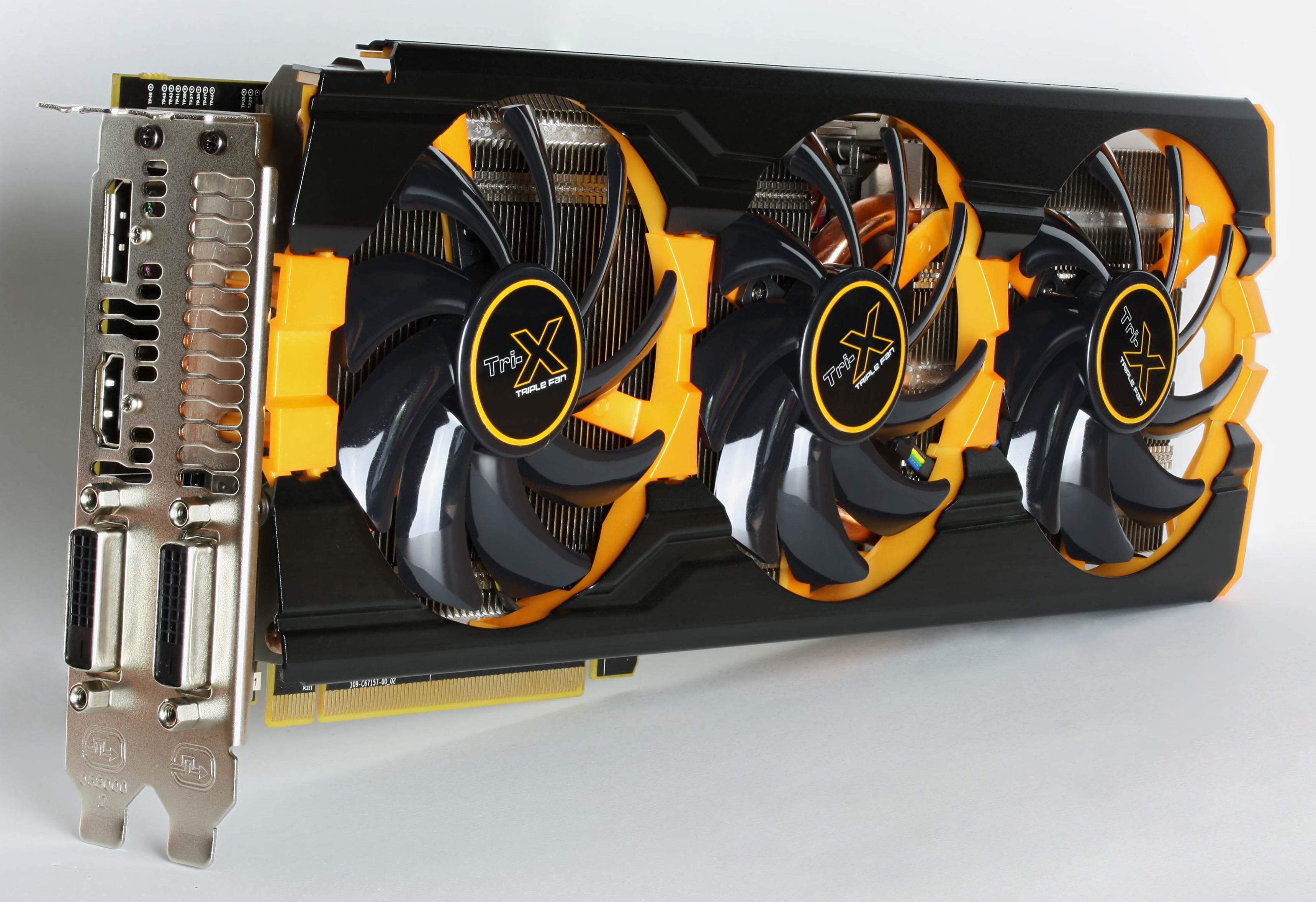
La scheda video AMD Radeon R9 290X (Nella foto la versione Sapphire OEM) dispone di un bus di accesso alla memoria a 512 bit

- Alcune GPUs (Graphics Processing Unit) come ad esempio Nvidia GTX280,[1] GTX285,[2] Quadro FX 5800[3] ed alcuni prodotti Nvidia Tesla spostano i dati attraverso un bus a 512 bit (collegamento processore memoria). Questo vale anche per alcuni prodotti AMD come AMD Radeon R9 290, R9 290X and 295X2.
- Alcuni algoritmi di hashing producono in uscita un risultato a 512-bit.
- Una CPU a 512 bit sarebbe in grado di indirizzare più byte di memoria (RAM) di quante siano le particelle fondamentali nell'universo osservabile.
- L'AVX-512 è un'estensione a 512 bit alle istruzioni SIMD 256 bit per l'architettura x86 Advanced Vector Extension proposta da Intel nel luglio 2013 e prevista per il 2015 con il processore Intel Xeon Phi.